# O Seminarista (filme)
O seminarista é um filme brasileiro de 1977 do gênero drama, dirigido por Geraldo Santos Pereira, e com roteiro baseado no romance O seminarista, de Bernardo Guimarães.

## Elenco
Elenco:
- Louise Cardoso .... Margarida
- Eduardo Machado .... Eugênio
- Raul Cortez .... Padre Diretor
- Liana Duval .... Umbelina
- Ida Gomes
- Urbano Lóes
- Lídia Mattos .... Hermínia Antunes
- Nildo Parente .... Capitão Antunes
- Fernando Reski
- Xandó Batista .... Padre Confessor
- Ricardo Arantes
- Gustavo Pelli

## Principais prêmios e indicações
Festival de Gramado 1977
- Venceu na categoria de melhor fotografia.
- Indicado na categoria de melhor filme.

Troféu APCA 1978
- Venceu nas categoria de melhor filme e melhor figurino.